# Chauvincourt-Provemont
 Chauvincourt-Provemont  là một xã thuộc tỉnh Eure trong vùng Normandie miền bắc nước Pháp.